# Comuna de Konstantynów
Konstantynów (polaco: Gmina Konstantynów) é uma gminy (comuna) na Polónia, na voivodia de Lublin e no condado de Bialski. A sede do condado é a cidade de Konstantynów.
De acordo com os censos de 2004, a comuna tem 4124 habitantes, com uma densidade 47,4 hab/km².

## Área
Estende-se por uma área de 87,06 km², incluindo:
- área agricola: 69%
- área florestal: 25%

## Demografia
Dados de 30 de Junho 2004:
|                      | Total   | Total | Mulheres | Mulheres | Homens  | Homens |
| -------------------- | ------- | ----- | -------- | -------- | ------- | ------ |
|                      | pessoas | %     | pessoas  | %        | pessoas | %      |
| População            | 4124    | 100   | 2096     | 50,8     | 2028    | 49,2   |
| Densidade (pop./km²) | 47,4    | 100   | 24,1     | 24,1     | 23,3    | 23,3   |

De acordo com dados de 2002, o rendimento médio per capita ascendia a 1586,54 zł.

## Subdivisões
- Antolin, Gnojno, Komarno, Komarno-Kolonia, Konstantynów, Konstantynów-Kolonia, Solinki, Wandopol, Wichowicze, Witoldów, Wólka Polinowska, Zakalinki, Zakalinki-Kolonia, Zakanale.

## Comunas vizinhas
- Janów Podlaski, Leśna Podlaska, Mielnik, Sarnaki, Stara Kornica